# Vườn quốc gia Shannon
Vườn quốc gia Shannon là một vườn quốc gia ở bờ biển phía Nam của Western Australia, 302 km (188 mi) về phía nam Perth và 55 km (34 mi) về phía đông nam Manjimup. Nó được tuyên bố là một vườn quốc gia vào năm 1988. Vườn quốc gia này bao gồm toàn bộ lưu vực sông Shannon.
Khu vực này có các đầm lầy giàu sinh học và các khu heathlands cũng như sự phát triển cũ và các khu rừng karri tái sinh. Khu vực này phần lớn vẫn bị ảnh hưởng bởi việc khai thác gỗ cho đến những năm 1940 do sự không thể tiếp cận được của khu vực. Một nhà máy gỗ và thị trấn Shannon được thành lập vào giữa những năm 1940 do thiếu gỗ trong Thế chiến II. Thị trấn đã từng khoe khoang hơn 90 ngôi nhà và một hội trường, bưu điện, nhà thờ và trạm y tá. Một con đập được xây dựng vào năm 1949 để đảm bảo cung cấp nước trong những tháng hè.
Các nhà máy cuối cùng đóng cửa vào năm 1968 và các ngôi nhà đã được bán và di chuyển rời khỏi townsite trống rót và một khu cắm trại bây giờ đứng là thị trấn đã từng làm. Khu vực được công nhận là một vườn quốc gia vào năm 1988 và hiện nay là một phần của Vùng hoang mạc Walpole.
Khu cắm trại có nhà vệ sinh, bếp nướng khí đốt, vòi hoa sen nước nóng và hai dãy nhà có sẵn cho các trại viên trên cơ sở người đến trước được phục vụ trước tiên. Phí nhập cảnh áp dụng cho vườn quốc gia.
Một chuyến đi chưa mở 48 km (30 mi) được gọi là Great Forest Trees Drive đã được hoàn thành vào năm 1996 và cung cấp cho du khách cơ hội để xem nhiều đặc điểm của công viên. Có các điểm dừng thông tin, các khu dã ngoại và các lối đi dọc theo đường lái xe.